# Tractat de Zuhab
El Tractat de Zuhab, també anomenat Tractat de Qasr-i Xirin (en persa: قصرشیرین), és un acord signat entre l'Imperi safàvida i l'Imperi Otomà el 17 de maig de 1639. L'acord va posar fi a la guerra que havia començat el 1623 i va ser l'últim conflicte en gairebé 150 anys de guerres intermitents entre els dos estats per disputes territorials. El tractat va dividir els territoris de l'Àsia occidental que actualment conformen el Kurdistan. El tractat garantia la separació permanent del Caucas entre els dos poders, en el qual Yerevan, l'est de Geòrgia, Daguestan i Azerbaidjan van mantenir-se sota domini persa, mentre que l'oest de Geòrgia i la major part d'Armènia occidental va passar totalment a domini otomà. Tota Mesopotàmia (incloent-hi Bagdad) també es va cedir irreversiblement als otomans. No obstant això, les disputes frontereres entre imperis no van acabar. Entre 1555 i 1918, perses i otomans van signar no menys de 18 tractats per tornar a abordar les seves fronteres en disputa. D'acord amb aquest tractat, la delimitació exacta no s'estabilitzaria fins al segle xix, el que essencialment seria la frontera actual dels estats de l'Iran, Turquia i l'Iraq (que era l'antiga frontera otomana-persa fins al 1918, quan l'Imperi Otomà va perdre els seus territoris a l'Orient Mitjà després de la seva derrota a la Primera Guerra Mundial).